# Saison 2017-2018 des Hornets de Charlotte
La saison 2017-2018 des Hornets de Charlotte est la 28e saison de la franchise en NBA.

## Draft
| Tour | Choix | Joueur       | Poste | Nationalité | Provenance                 |
| ---- | ----- | ------------ | ----- | ----------- | -------------------------- |
| 1    | 11    | Malik Monk   | SG    | États-Unis  | Wildcats du Kentucky       |
| 2    | 40    | Dwayne Bacon | SG    | États-Unis  | Seminoles de Florida State |

## Matchs

### Summer League
| Summer League Total: 3-2 |

| Match | Date match  | Équipe        | Score   | Meilleur marqueur        | Meilleur rebondeur  | Meilleur passeur        | Lieux        | Série |
| ----- | ----------- | ------------- | ------- | ------------------------ | ------------------- | ----------------------- | ------------ | ----- |
| 1     | 1er juillet | Miami         | V 74-67 | Briante Weber (17)       | Treveon Graham (13) | Treveon Graham (5)      | Amway Center | 1 - 0 |
| 2     | 2 juillet   | Indiana       | D 77-84 | Treveon Graham (16)      | Anthony Gill (5)    | Johnny O'Bryant III (4) | Amway Center | 1 - 1 |
| 3     | 4 juillet   | Oklahoma City | V 95-91 | Treveon Graham (19)      | Treveon Graham (8)  | Tyrell Corbin (3)       | Amway Center | 2 - 1 |
| 4     | 5 juillet   | Détroit       | D 82-87 | Johnny O'Bryant III (26) | Mangok Mathiang (7) | Briante Weber (7)       | Amway Center | 2 - 2 |
| 5     | 6 juillet   | Orlando       | V 86-78 | Dwayne Bacon (29)        | Dwayne Bacon (8)    | Briante Weber (2)       | Amway Center | 3 - 2 |

### Pré-saison
| Pré-saison Total: 2-3 (Domicile : 1-1 ; Extérieur : 1-2) |

| Match | Date match | Équipe    | Score     | Meilleur marqueur | Meilleur rebondeur | Meilleur passeur  | Lieux Spectateurs       | Série |
| ----- | ---------- | --------- | --------- | ----------------- | ------------------ | ----------------- | ----------------------- | ----- |
| 1     | 2 octobre  | @ Boston  | D 82-94   | Jeremy Lamb (17)  | Dwight Howard (10) | Walker, Lamb (3)  | TD Garden               | 0 - 1 |
| 2     | 4 octobre  | @ Détroit | V 108-106 | Malik Monk (19)   | Dwight Howard (11) | Julyan Stone (7)  | Little Caesars Arena    | 1 - 1 |
| 3     | 9 octobre  | @ Miami   | D 106-109 | Malik Monk (19)   | Bacon, Zeller (8)  | Malik Monk (4)    | American Airlines Arena | 1 - 2 |
| 4     | 11 octobre | Boston    | D 100-108 | Malik Monk (21)   | Cody Zeller (9)    | Kemba Walker (6)  | Spectrum Center         | 1 - 3 |
| 5     | 13 octobre | Dallas    | V 111-96  | Kemba Walker (18) | Dwight Howard (12) | Bacon, Walker (4) | Spectrum Center         | 2 - 3 |

### Saison régulière
| Saison régulière Total: 36-46 (Domicile : 21-20 ; Extérieur : 15-26) |

| Match | Date match | Équipe      | Score     | Meilleur marqueur   | Meilleur rebondeur   | Meilleur passeur  | Lieux Spectateurs         | Série |
| ----- | ---------- | ----------- | --------- | ------------------- | -------------------- | ----------------- | ------------------------- | ----- |
| 1     | 18 octobre | @ Détroit   | D 90-102  | Kemba Walker (24)   | Dwight Howard (15)   | Kemba Walker (4)  | Little Caesars Arena      | 0 - 1 |
| 2     | 20 octobre | Atlanta     | V 109-91  | Kemba Walker (26)   | Dwight Howard (15)   | Kemba Walker (9)  | Spectrum Center           | 1 - 1 |
| 3     | 23 octobre | @ Milwaukee | D 94-103  | Frank Kaminsky (18) | Dwight Howard (22)   | Kemba Walker (6)  | BMO Harris Bradley Center | 1 - 2 |
| 4     | 25 octobre | Denver      | V 110-93  | Frank Kaminsky (20) | Dwight Howard (19)   | Lamb, Walker (5)  | Spectrum Center           | 2 - 2 |
| 5     | 27 octobre | Houston     | D 93-109  | Kemba Walker (26)   | Dwight Howard (16)   | Kemba Walker (5)  | Spectrum Center           | 2 - 3 |
| 6     | 29 octobre | Orlando     | V 120-113 | Kemba Walker (34)   | Marvin Williams (11) | Kemba Walker (10) | Spectrum Center           | 3 - 3 |
| 7     | 30 octobre | @ Memphis   | V 104-99  | Kemba Walker (27)   | Trois joueurs (8)    | Kemba Walker (6)  | FedEx Forum               | 4 - 3 |

| Match | Date match   | Équipe        | Score          | Meilleur marqueur           | Meilleur rebondeur           | Meilleur passeur            | Lieux Spectateurs     | Série  |
| ----- | ------------ | ------------- | -------------- | --------------------------- | ---------------------------- | --------------------------- | --------------------- | ------ |
| 8     | 1er novembre | Milwaukee     | V 126-121      | Kemba Walker (26)           | Dwight Howard (11)           | Treveon Graham (5)          | Spectrum Center       | 5 - 3  |
| 9     | 3 novembre   | @ San Antonio | D 101-108      | Jeremy Lamb (27)            | Dwight Howard (13)           | Jeremy Lamb (6)             | AT&T Center           | 5 - 4  |
| 10    | 5 novembre   | @ Minnesota   | D 94-112       | Cody Zeller (16)            | Howard, Zeller (9)           | Kemba Walker (9)            | Target Center         | 5 - 5  |
| 11    | 7 novembre   | @ New York    | D 113-118      | Howard, Walker (21)         | Dwight Howard (9)            | Kemba Walker (7)            | Madison Square Garden | 5 - 6  |
| 12    | 10 novembre  | @ Boston      | D 87-90        | Kemba Walker (20)           | Dwight Howard (11)           | Kemba Walker (11)           | TD Garden             | 5 - 7  |
| 13    | 15 novembre  | Cleveland     | D 107-115      | Michael Kidd-Gilchrist (22) | Kidd-Gilchrist, Kaminsky (6) | Kemba Walker (7)            | Spectrum Center       | 5 - 8  |
| 14    | 17 novembre  | @ Chicago     | D 120-123      | Kemba Walker (47)           | Dwight Howard (9)            | Kemba Walker (5)            | United Center         | 5 - 9  |
| 15    | 18 novembre  | L.A. Clippers | V 102-87       | Kemba Walker (26)           | Dwight Howard (16)           | Nicolas Batum (7)           | Spectrum Center       | 6 - 9  |
| 16    | 20 novembre  | Minnesota     | V 118-102      | Dwight Howard (25)          | Dwight Howard (20)           | Michael Carter-Williams (4) | Spectrum Center       | 7 - 9  |
| 17    | 22 novembre  | Washington    | V 129-124 (OT) | Dwight Howard (26)          | Dwight Howard (13)           | Lamb, Walker (5)            | Spectrum Center       | 8 - 9  |
| 18    | 24 novembre  | @ Cleveland   | D 99-100       | Dwight Howard (20)          | Dwight Howard (13)           | Kemba Walker (8)            | Quicken Loans Arena   | 8 - 10 |
| 19    | 25 novembre  | San Antonio   | D 86-106       | Kemba Walker (18)           | Dwight Howard (11)           | Kemba Walker (5)            | Spectrum Center       | 8 - 11 |
| 20    | 29 novembre  | @ Toronto     | D 113-126      | Dwight Howard (22)          | Dwight Howard (10)           | Carter-Williams, Batum (5)  | Centre Air Canada     | 8 - 12 |

| Match | Date match   | Équipe          | Score     | Meilleur marqueur    | Meilleur rebondeur          | Meilleur passeur            | Lieux                     | Série   |
| ----- | ------------ | --------------- | --------- | -------------------- | --------------------------- | --------------------------- | ------------------------- | ------- |
| 21    | 1er décembre | @ Miami         | D 100-105 | Marvin Williams (16) | Dwight Howard (9)           | Michael Carter-Williams (6) | American Airlines Arena   | 8 - 13  |
| 22    | 4 décembre   | Orlando         | V 104-94  | Kemba Walker (29)    | Nicolas Batum (11)          | Kemba Walker (7)            | Spectrum Center           | 9 - 13  |
| 23    | 6 décembre   | Golden State    | D 87-101  | Kemba Walker (24)    | Cody Zeller (8)             | Kemba Walker (5)            | Spectrum Center           | 9 - 14  |
| 24    | 8 décembre   | Chicago         | D 111-119 | Dwight Howard (25)   | Dwight Howard (20)          | Nicolas Batum (10)          | Spectrum Center           | 9 - 15  |
| 25    | 9 décembre   | L.A. Lakers     | D 99-110  | Kemba Walker (23)    | Dwight Howard (12)          | Kemba Walker (4)            | Spectrum Center           | 9 - 16  |
| 26    | 11 décembre  | @ Oklahoma City | V 116-103 | Dwight Howard (23)   | Howard, Williams (7)        | Kemba Walker (9)            | Chesapeake Energy Arena   | 10 - 16 |
| 27    | 13 décembre  | @ Houston       | D 96-108  | Dwight Howard (26)   | Dwight Howard (18)          | Trois joueurs (3)           | Toyota Center             | 10 - 17 |
| 28    | 15 décembre  | Miami           | D 98-104  | Kemba Walker (25)    | Dwight Howard (16)          | Nicolas Batum (10)          | Spectrum Center           | 10 - 18 |
| 29    | 16 décembre  | Portland        | D 91-93   | Nicolas Batum (23)   | Dwight Howard (15)          | Kemba Walker (6)            | Spectrum Center           | 10 - 19 |
| 30    | 18 décembre  | New York        | V 109-91  | Frank Kaminsky (24)  | Howard, Kidd-Gilchrist (10) | Kemba Walker (6)            | Spectrum Center           | 11 - 19 |
| 31    | 20 décembre  | Toronto         | D 111-129 | Jeremy Lamb (32)     | Dwight Howard (9)           | Nicolas Batum (5)           | Spectrum Center           | 11 - 20 |
| 32    | 22 décembre  | @ Milwaukee     | D 104-109 | Kemba Walker (32)    | Marvin Williams (10)        | Nicolas Batum (6)           | BMO Harris Bradley Center | 11 - 21 |
| 33    | 23 décembre  | Milwaukee       | V 111-106 | Dwight Howard (21)   | Dwight Howard (16)          | Kemba Walker (8)            | Spectrum Center           | 12 - 21 |
| 34    | 27 décembre  | Boston          | D 91-102  | Kemba Walker (24)    | Dwight Howard (17)          | Kemba Walker (5)            | Spectrum Center           | 12 - 22 |
| 35    | 29 décembre  | @ Golden State  | V 111-100 | Dwight Howard (29)   | Dwight Howard (13)          | Dwight Howard (7)           | Oracle Arena              | 13 - 22 |
| 36    | 31 décembre  | @ L.A. Clippers | D 98-106  | Kemba Walker (30)    | Dwight Howard (10)          | Nicolas Batum (6)           | Staples Center            | 13 - 23 |

| Match | Date match | Équipe           | Score     | Meilleur marqueur           | Meilleur rebondeur | Meilleur passeur    | Lieux                   | Série   |
| ----- | ---------- | ---------------- | --------- | --------------------------- | ------------------ | ------------------- | ----------------------- | ------- |
| 37    | 2 janvier  | @ Sacramento     | V 131-111 | Nicolas Batum (21)          | Dwight Howard (8)  | Nicolas Batum (10)  | Golden 1 Center         | 14 - 23 |
| 38    | 5 janvier  | @ L.A. Lakers    | V 108-94  | Kemba Walker (19)           | Dwight Howard (10) | Batum, Walker (7)   | Staples Center          | 15 - 23 |
| 39    | 10 janvier | Dallas           | D 111-115 | Kemba Walker (41)           | Dwight Howard (12) | Kemba Walker (4)    | Spectrum Center         | 15 - 24 |
| 40    | 12 janvier | Utah             | V 99-88   | Kemba Walker (22)           | Dwight Howard (13) | Kemba Walker (6)    | Spectrum Center         | 16 - 24 |
| 41    | 13 janvier | Oklahoma City    | D 91-101  | Kemba Walker (19)           | Dwight Howard (17) | Marvin Williams (4) | Spectrum Center         | 16 - 25 |
| 42    | 15 janvier | @ Détroit        | V 118-107 | Dwight Howard (21)          | Dwight Howard (17) | Kemba Walker (9)    | Little Caesars Arena    | 17 - 25 |
| 43    | 17 janvier | Washington       | V 133-109 | Michael Kidd-Gilchrist (21) | Dwight Howard (15) | Kemba Walker (7)    | Spectrum Center         | 18 - 25 |
| 44    | 20 janvier | Miami            | D 105-106 | Nicolas Batum (26)          | Dwight Howard (15) | Kemba Walker (7)    | Spectrum Center         | 18 - 26 |
| 45    | 22 janvier | Sacramento       | V 112-107 | Kemba Walker (26)           | Dwight Howard (16) | Kemba Walker (9)    | Spectrum Center         | 19 - 26 |
| 46    | 24 janvier | Nouvelle-Orléans | D 96-101  | Dwight Howard (22)          | Dwight Howard (16) | Kemba Walker (7)    | Spectrum Center         | 19 - 27 |
| 47    | 26 janvier | Atlanta          | V 121-110 | Kemba Walker (29)           | Dwight Howard (15) | Nicolas Batum (8)   | Spectrum Center         | 20 - 27 |
| 48    | 27 janvier | @ Miami          | D 91-95   | Kemba Walker (30)           | Dwight Howard (16) | Kemba Walker (5)    | American Airlines Arena | 20 - 28 |
| 49    | 29 janvier | @ Indiana        | D 96-105  | Kemba Walker (23)           | Dwight Howard (11) | Kemba Walker (4)    | Bankers Life Fieldhouse | 20 - 29 |
| 50    | 31 janvier | @ Atlanta        | V 123-110 | Kemba Walker (38)           | Dwight Howard (12) | Nicolas Batum (10)  | Philips Arena           | 21 - 29 |

| Match                  | Date match | Équipe       | Score          | Meilleur marqueur   | Meilleur rebondeur  | Meilleur passeur   | Lieux                      | Série   |
| ---------------------- | ---------- | ------------ | -------------- | ------------------- | ------------------- | ------------------ | -------------------------- | ------- |
| 51                     | 2 février  | Indiana      | V 133-126      | Kemba Walker (41)   | Dwight Howard (11)  | Kemba Walker (9)   | Spectrum Center            | 22 - 29 |
| 52                     | 4 février  | @ Phoenix    | V 115-110      | Nicolas Batum (22)  | Dwight Howard (14)  | Batum, Walker (5)  | Talking Stick Resort Arena | 23 - 29 |
| 53                     | 5 février  | @ Denver     | D 104-121      | Kemba Walker (20)   | Cody Zeller (10)    | Nicolas Batum (5)  | Pepsi Center               | 23 - 30 |
| 54                     | 8 février  | @ Portland   | D 103-109 (OT) | Kemba Walker (40)   | Dwight Howard (15)  | Nicolas Batum (5)  | Moda Center                | 23 - 31 |
| 55                     | 9 février  | @ Utah       | D 94-106       | Kemba Walker (19)   | Dwight Howard (9)   | Kemba Walker (5)   | Vivint Smart Home Arena    | 23 - 32 |
| 56                     | 11 février | Toronto      | D 103-123      | Kemba Walker (23)   | Dwight Howard (13)  | Kemba Walker (9)   | Spectrum Center            | 23 - 33 |
| 57                     | 14 février | @ Orlando    | V 104-102      | Dwight Howard (22)  | Dwight Howard (13)  | Nicolas Batum (7)  | Amway Center               | 24 - 33 |
| NBA All-Star Game 2018 |            |              |                |                     |                     |                    |                            |         |
| 58                     | 22 février | Brooklyn     | V 111-96       | Kemba Walker (31)   | Dwight Howard (24)  | Batum, Walker (7)  | Spectrum Center            | 25 - 33 |
| 59                     | 23 février | @ Washington | V 122-105      | Kemba Walker (24)   | Kemba Walker (7)    | Nicolas Batum (8)  | Capital One Arena          | 26 - 33 |
| 60                     | 25 février | Détroit      | V 114-98       | Howard, Walker (17) | Dwight Howard (12)  | Nicolas Batum (9)  | Spectrum Center            | 27 - 33 |
| 61                     | 27 février | Chicago      | V 118-103      | Kemba Walker (31)   | Nicolas Batum (7)   | Nicolas Batum (12) | Spectrum Center            | 28 - 33 |
| 62                     | 28 février | @ Boston     | D 106-134      | Kemba Walker (23)   | Marvin Williams (9) | Nicolas Batum (10) | TD Garden                  | 28 - 34 |

| Match | Date match | Équipe             | Score          | Meilleur marqueur   | Meilleur rebondeur     | Meilleur passeur   | Lieux                    | Série   |
| ----- | ---------- | ------------------ | -------------- | ------------------- | ---------------------- | ------------------ | ------------------------ | ------- |
| 63    | 2 mars     | @ Philadelphie     | D 99-110       | Kemba Walker (31)   | Nicolas Batum (13)     | Nicolas Batum (8)  | Wells Fargo Center       | 28 - 35 |
| 64    | 4 mars     | @ Toronto          | D 98-103       | Kemba Walker (27)   | Dwight Howard (10)     | Nicolas Batum (8)  | Centre Air Canada        | 28 - 36 |
| 65    | 6 mars     | Philadelphie       | D 114-128      | Dwight Howard (30)  | Dwight Howard (6)      | Nicolas Batum (10) | Spectrum Center          | 28 - 37 |
| 66    | 8 mars     | Brooklyn           | D 111-125      | Kemba Walker (21)   | Dwight Howard (7)      | Kemba Walker (6)   | Spectrum Center          | 28 - 38 |
| 67    | 10 mars    | Phoenix            | V 122-115      | Dwight Howard (30)  | Howard, Batum (12)     | Walker, Batum (7)  | Spectrum Center          | 29 - 38 |
| 68    | 13 mars    | @ Nouvelle-Orléans | D 115-119      | Howard, Walker (22) | Dwight Howard (11)     | Nicolas Batum (8)  | Smoothie King Center     | 29 - 39 |
| 69    | 15 mars    | @ Atlanta          | V 129-117      | Dwight Howard (33)  | Dwight Howard (12)     | Nicolas Batum (16) | Philips Arena            | 30 - 39 |
| 70    | 17 mars    | @ New York         | D 101-124      | Dwayne Bacon (15)   | Dwight Howard (13)     | Dwayne Bacon (3)   | Madison Square Garden    | 30 - 40 |
| 71    | 19 mars    | @ Philadelphie     | D 94-108       | Kemba Walker (24)   | Lamb, Walker (8)       | Kemba Walker (6)   | Wells Fargo Center       | 30 - 41 |
| 72    | 21 mars    | @ Brooklyn         | V 111-105      | Dwight Howard (32)  | Dwight Howard (30)     | Kemba Walker (6)   | Barclays Center          | 31 - 41 |
| 73    | 22 mars    | Memphis            | V 140-79       | Kemba Walker (46)   | Willy Hernangómez (12) | Jeremy Lamb (6)    | Spectrum Center          | 32 - 41 |
| 74    | 24 mars    | @ Dallas           | V 102-98       | Kemba Walker (24)   | Dwight Howard (23)     | Frank Kaminsky (6) | American Airlines Center | 33 - 41 |
| 75    | 26 mars    | New York           | V 137-128 (OT) | Kemba Walker (31)   | Dwight Howard (13)     | Kemba Walker (7)   | Spectrum Center          | 34 - 41 |
| 76    | 28 mars    | Cleveland          | D 105-118      | Kemba Walker (21)   | Dwight Howard (10)     | Nicolas Batum (5)  | Spectrum Center          | 34 - 42 |
| 77    | 31 mars    | @ Washington       | D 93-107       | Dwight Howard (22)  | Dwight Howard (13)     | Nicolas Batum (7)  | Capital One Arena        | 34 - 43 |

| Match | Date match | Équipe       | Score     | Meilleur marqueur         | Meilleur rebondeur     | Meilleur passeur   | Lieux                   | Série   |
| ----- | ---------- | ------------ | --------- | ------------------------- | ---------------------- | ------------------ | ----------------------- | ------- |
| 78    | 1er avril  | Philadelphie | D 102-119 | Kidd-Gilchrist, Monk (12) | Willy Hernangómez (11) | Kemba Walker (4)   | Spectrum Center         | 34 - 44 |
| 79    | 3 avril    | @ Chicago    | D 114-120 | Dwight Howard (23)        | Dwight Howard (17)     | Nicolas Batum (5)  | United Center           | 34 - 45 |
| 80    | 7 avril    | @ Orlando    | V 137-100 | Malik Monk (26)           | Dwight Howard (17)     | Malik Monk (8)     | Amway Center            | 35 - 45 |
| 81    | 8 avril    | Indiana      | D 117-123 | Malik Monk (22)           | Dwight Howard (12)     | Frank Kaminsky (6) | Spectrum Center         | 35 - 46 |
| 82    | 10 avril   | @ Indiana    | V 119-93  | Frank Kaminsky (24)       | Dwight Howard (17)     | Batum, Stone (6)   | Bankers Life Fieldhouse | 36 - 46 |

### Confrontations en saison régulière
| Conférence Est      | Conférence Est                               | Conférence Est                               | Conférence Est                               | Conférence Est                               | Conférence Ouest                             | Conférence Ouest                             | Conférence Ouest                             |
| Division Atlantique | Division Atlantique                          | Division Atlantique                          | Division Atlantique                          | Division Atlantique                          | Division Nord-Ouest                          | Division Nord-Ouest                          | Division Nord-Ouest                          |
| Équipe              | Domicile                                     | Domicile                                     | Extérieur                                    | Extérieur                                    | Équipe                                       | Domicile                                     | Extérieur                                    |
| ------------------- | -------------------------------------------- | -------------------------------------------- | -------------------------------------------- | -------------------------------------------- | -------------------------------------------- | -------------------------------------------- | -------------------------------------------- |
| Boston              | 91-102                                       |                                              | 87-90                                        | 106-134                                      | Denver                                       | 110-93                                       | 104-121                                      |
| Brooklyn            | 111-96                                       | 111-125                                      | 111-105                                      |                                              | Minnesota                                    | 118-103                                      | 94-112                                       |
| New York            | 109-91                                       | 137-128 (OT)                                 | 113-118                                      | 101-124                                      | Oklahoma City                                | 91-101                                       | 116-103                                      |
| Philadelphie        | 114-128                                      | 102-119                                      | 99-110                                       | 94-108                                       | Portland                                     | 91-93                                        | 103-109 (OT)                                 |
| Toronto             | 111-129                                      | 103-123                                      | 113-126                                      | 98-103                                       | Utah                                         | 99-88                                        | 94-106                                       |
|                     | 3–6                                          | 3–6                                          | 1–8                                          | 1–8                                          |                                              | 3–2                                          | 1–4                                          |
| Division            | 4–14                                         | 4–14                                         | 4–14                                         | 4–14                                         | Division                                     | 4–6                                          | 4–6                                          |
| Division Centrale   | Division Centrale                            | Division Centrale                            | Division Centrale                            | Division Centrale                            | Division Pacifique                           | Division Pacifique                           | Division Pacifique                           |
| Équipe              | Domicile                                     | Domicile                                     | Extérieur                                    | Extérieur                                    | Équipe                                       | Domicile                                     | Extérieur                                    |
| Chicago             | 111-119                                      | 110-103                                      | 120-123                                      | 114-120                                      | Golden State                                 | 87-101                                       | 111-100                                      |
| Cleveland           | 107-115                                      | 105-118                                      | 99-100                                       |                                              | L.A. Clippers                                | 102-87                                       | 98-106                                       |
| Detroit             | 114-98                                       |                                              | 90-102                                       | 118-107                                      | L.A. Lakers                                  | 99-110                                       | 108-94                                       |
| Indiana             | 133-126                                      | 117-123                                      | 96-105                                       | 119-93                                       | Phoenix                                      | 122-115                                      | 115-110                                      |
| Milwaukee           | 126-121                                      | 111-106                                      | 94-103                                       | 104-109                                      | Sacramento                                   | 112-107                                      | 131-111                                      |
|                     | 5–4                                          | 5–4                                          | 2–7                                          | 2–7                                          |                                              | 3–2                                          | 4–1                                          |
| Division            | 7–11                                         | 7–11                                         | 7–11                                         | 7–11                                         | Division                                     | 7–3                                          | 7–3                                          |
| Division Sud-Est    | Division Sud-Est                             | Division Sud-Est                             | Division Sud-Est                             | Division Sud-Est                             | Division Sud-Ouest                           | Division Sud-Ouest                           | Division Sud-Ouest                           |
| Équipe              | Domicile                                     | Domicile                                     | Extérieur                                    | Extérieur                                    | Équipe                                       | Domicile                                     | Extérieur                                    |
| Atlanta             | 109-91                                       | 121-110                                      | 123-110                                      | 129-117                                      | Dallas                                       | 111-115                                      | 102-98                                       |
|                     |                                              |                                              |                                              |                                              | Houston                                      | 93-109                                       | 96-108                                       |
| Miami               | 98-104                                       | 105-106                                      | 100-105                                      | 91-95                                        | Memphis                                      | 140-79                                       | 104-99                                       |
| Orlando             | 120-113                                      | 104-94                                       | 104-102                                      | 137-100                                      | New Orleans                                  | 96-101                                       | 115-119                                      |
| Washington          | 129-124 (OT)                                 | 133-109                                      | 122-105                                      | 93-107                                       | San Antonio                                  | 86-106                                       | 101-108                                      |
|                     | 6–2                                          | 6–2                                          | 5–3                                          | 5–3                                          |                                              | 1–4                                          | 2–3                                          |
| Division            | 11–5                                         | 11–5                                         | 11–5                                         | 11–5                                         | Division                                     | 3–7                                          | 3–7                                          |
| Conférence          | 22–30 (Domicile : 14–12 ; Extérieur : 8–18)  | 22–30 (Domicile : 14–12 ; Extérieur : 8–18)  | 22–30 (Domicile : 14–12 ; Extérieur : 8–18)  | 22–30 (Domicile : 14–12 ; Extérieur : 8–18)  | Conférence                                   | 14–16 (Domicile : 7–8 ; Extérieur : 7–8)     | 14–16 (Domicile : 7–8 ; Extérieur : 7–8)     |
| Total               | 36–46 (Domicile : 21–20 ; Extérieur : 15–26) | 36–46 (Domicile : 21–20 ; Extérieur : 15–26) | 36–46 (Domicile : 21–20 ; Extérieur : 15–26) | 36–46 (Domicile : 21–20 ; Extérieur : 15–26) | 36–46 (Domicile : 21–20 ; Extérieur : 15–26) | 36–46 (Domicile : 21–20 ; Extérieur : 15–26) | 36–46 (Domicile : 21–20 ; Extérieur : 15–26) |

## Effectif
| Hornets de Charlotte Effectif en fin de saison régulière |    |                          |                         |                                     |
| Entraîneur : Steve Clifford                              |    |                          |                         |                                     |
| Arrière                                                  | 7  | Drapeau des États-Unis   | Dwayne Bacon            | Florida State                       |
| Ailier                                                   | 5  | Drapeau de la France     | Nicolas Batum           | France                              |
| Meneur                                                   | 10 | Drapeau des États-Unis   | Michael Carter-Williams | Syracuse                            |
| Arrière                                                  | 21 | Drapeau des États-Unis   | Treveon Graham          | VCU                                 |
| Pivot                                                    | 41 | Drapeau de l'Espagne     | Willy Hernangómez       | Espagne                             |
| Pivot                                                    | 12 | Drapeau des États-Unis   | Dwight Howard           | Southwest Atlanta Christian Academy |
| Ailier fort, Pivot                                       | 44 | Drapeau des États-Unis   | Frank Kaminsky          | Wisconsin                           |
| Ailier                                                   | 14 | Drapeau des États-Unis   | Michael Kidd-Gilchrist  | Kentucky                            |
| Arrière                                                  | 3  | Drapeau des États-Unis   | Jeremy Lamb             | Connecticut                         |
| Ailier fort, Pivot                                       | 9  | Drapeau du Soudan du Sud | Mangok Mathiang (TW)    | Louisville                          |
| Arrière                                                  | 1  | Drapeau des États-Unis   | Malik Monk              | Kentucky                            |
| Meneur                                                   | 4  | Drapeau des États-Unis   | Marcus Paige (TW)       | Caroline du Nord                    |
| Arrière                                                  | 32 | Drapeau des États-Unis   | Julyan Stone            | UTEP                                |
| Meneur                                                   | 15 | Drapeau des États-Unis   | Kemba Walker (C)        | Connecticut                         |
| Ailier                                                   | 2  | Drapeau des États-Unis   | Marvin Williams         | Caroline du Nord                    |
| Pivot                                                    | 40 | Drapeau des États-Unis   | Cody Zeller             | Indiana                             |
| (C) - Capitaine, (TW) - Two-way contract, - Blessé       |    |                          |                         |                                     |

## Transactions

### Échanges
| 20 juin 2017   | A Hornets de CharlotteDwight Howard 31e choix de la Draft 2017                                        | A Hawks d'AtlantaMiles Plumlee Marco Belinelli 41e choix de la Draft 2017                   |
| 22 juin 2017   | A Hornets de CharlotteDroits sur le 40e choix de la Draft 2017 : Dwayne Bacon Compensation financière | A Pelicans de La Nouvelle-OrléansDroits sur le 31e choix de la Draft 2017 : Frank Jackson   |
| 7 février 2018 | A Hornets de CharlotteWilly Hernangómez                                                               | A Knicks de New YorkJohnny O'Bryant III Second tour de draft 2020 Second tour de draft 2021 |

### Options dans les contrats
| Joueur         | Option                                                                        |
| -------------- | ----------------------------------------------------------------------------- |
| Frank Kaminsky | Charlotte exerce son option d'équipe de 3 630 000 $ pour la saison 2018-2019. |

### Arrivées
| Date       | Joueur                  | Contrat                          | Provenance                        |
| ---------- | ----------------------- | -------------------------------- | --------------------------------- |
| 02/07/2017 | Malik Monk              | Contrat de 6 350 000 $ sur 2 ans | Wildcats du Kentucky (NCAA)       |
| 06/07/2017 | Dwayne Bacon            | Contrat de 3 810 000 $ sur 3 ans | Seminoles de Florida State (NCAA) |
| 07/07/2017 | Michael Carter-Williams | Contrat de 2 700 000 $ sur 1 an  | Bulls de Chicago                  |
| 23/08/2017 | Julyan Stone            | Contrat de 1 500 000 $ sur 1 an  | Reyer Maschile Venezia            |
| 08/05/2018 | James Borrego           | Entraîneur principal             | Spurs de San Antonio              |

#### Two-way contract
| Date       | Joueur          | Provenance                             |
| ---------- | --------------- | -------------------------------------- |
| 02/08/2017 | Marcus Paige    | Stars de Salt Lake City (NBA G League) |
| 02/08/2017 | Mangok Mathiang | Cardinals de Louisville (NCAA)         |

### Départs
| Date       | Joueur         | Raison départ                            | Nouvelle équipe ¹     |
| ---------- | -------------- | ---------------------------------------- | --------------------- |
| 01/07/2017 | Brian Roberts  | Agent libre                              | Olympiakós            |
| 01/07/2017 | Ramon Sessions | Agent libre                              | Knicks de New York    |
| 01/07/2017 | Christian Wood | Agent libre                              | Fujian Sturgeons      |
| 28/07/2017 | Briante Weber  | Coupé                                    | Lakers de Los Angeles |
| 13/04/2018 | Steve Clifford | Viré de son poste d’entraîneur principal |                       |

¹ Il s'agit de l’équipe pour laquelle le joueur a signé après son départ, il a pu entre-temps changer d'équipe ou encore de pays.

### Joueurs "agents libres" à la fin de la saison
| Joueur                  | Fin de saison         |
| ----------------------- | --------------------- |
| Michael Carter-Williams | Agent libre           |
| Treveon Graham          | Agent libre restreint |

## Récompenses
| Date       | Joueur       | Récompense        |
| ---------- | ------------ | ----------------- |
| 18 février | Kemba Walker | ☆ All-Star 2018 ☆ |